# Alexander von Brill
Alexander Wilhelm von Brill (Darmstadt, Gran Ducado de Hesse, 20 de septiembre de 1842-Tubinga, Alemania, 8 de junio de 1935) fue un matemático alemán especializado en el estudio de curvas algebraicas.

## Biografía
La madre de Von Brill era hermana del matemático, físico y filósofo Christian Wiener; y Von Brill estudió en la Universidad de Karlsruhe, donde eran profesores su tío y Alfred Clebsch. El 1863, al trasladarse Clebsch a la Universidad de Giessen, también lo hizo Von Brill, que obtuvo su doctorado en esta última en 1864, bajo la dirección del propio Clebsch.
En 1867, consiguió la habilitación docente en la Universidad de Giessen, en la que fue profesor hasta 1869. De 1869 a 1875 fue profesor en la Universidad Técnica de Darmstadt y de 1875 a 1884, en la Universidad Técnica de Múnich, donde coincidió con Felix Klein, con quien establecería una relación muy productiva. Desde 1884 hasta que se retiró en 1918, fue profesor de la Universidad de Tubinga.
Su trabajo se centró fundamentalmente en la teoría de funciones algebraicas utilizando métodos geométricos. El estudio sistemático de las propiedades invariantes de estas funciones bajo transformaciones birracionales está recogido en su obra principal, Ueber die algebraischen Functionen und ihre Anwendung in der Geometrie (Sobre las funciones algebraicas y su aplicación en geometría), escrita conjuntamente con Max Noether y publicada en los Mathematische Annalen en 1874.
A partir de sus años en Múnich y su colaboración con Felix Klein, se dedicó a desarrollar modelos tridimensionales de las superficies generadas por las funciones que había estudiado, que fueron fabricados por Martin Shilling a partir de 1899, y se vendieron a todas las universidades alemanas y europeas como herramientas de estudio.